# Deuda pública en Venezuela
La deuda pública en Venezuela es el conjunto de deudas que mantiene el Estado venezolano frente a los particulares que pueden ser venezolanos o de otro país. Los principales títulos de deuda pública existentes actualmente son las Letras del Tesoro, los Bonos del Estado y los bonos de PDVSA, atendiendo principalmente a su plazo de amortización para febrero de 2017 la deuda equivalia al 97% del producto interno bruto.
El Banco Central de Venezuela  ha reportado en su página oficial sección estadísticas, sector externo, la deuda pública durante el periodo desde el año 1997 hasta el año 2018 y describe una deuda pública para el año 2018 de 128 .543 millones de dólares  y una deuda privada 19 .889 millones de dólares y con un total de deuda externa de 148 432 millones de dólares.
La deuda venezolana comenzó a crecer desmedidamente luego de la reforma parcial de la Ley N.º6233 de administración financiera del sector público por parte de la Asamblea Nacional, con los grandes préstamos a partir de 2007.
La deuda pública ascendió en mayo de 2018 al 186% del producto interno bruto muy por encima de la mayoría de países latinos que se encuentran entre el 25% y el 87% del PIB durante el año 2018.
Venezuela entró en Default desde el año 2017 y a la deuda vencida se le esta incrementando los intereses, para julio de 2021 la deuda externa atrasada era de 80 mil millones de dólares De acuerdo al Balance anual 2020 emitido en el mes de julio de 2021 por el presidente Ad Hoc de CITGO, la empresa enfrenta varias demandas por US $9,000 millones de pagaré de bonos atrasados más reclamos de empresas que fueron nacionalizadas durante el gobierno de Chávez. Para junio de 2023 Venezuela tiene vencido al momento unos 90,000 millones de dólares, repartida en: Bonos de la República $51 MM y Bonos de PDVSA $49 MM. El economista Hermes Pérez, exjefe de la Mesa de Cambio del Banco Central de Venezuela, informó  «Con esto, van 11 emisiones de deuda impaga que han vencido desde 2017, equivalente a 44%, de un total de 25 emisiones“, señala que la deuda convierte al país en uno de los más comprometidos del mundo, desde el punto de vista financiero. Con los vencimientos de bonos entre agosto y octubre de 2023 la "deuda impaga" más intereses ha ascendido a 102 mil millones de dólares al cierre del año.
El Estado venezolano no ha publicado cifras oficiales de su deuda en los últimos 5 años. Los cálculos más prudentes estiman que la deuda externa del país es de 120.000 millones de dólares, pero expertos creen que puede acercarse a $200.000 millones. Venezuela es uno de los países más endeudados de América e incluso del mundo, a pesar de la falta de cifras oficiales. El BCV tampoco publica desde entonces cifras netas del producto interno bruto, sino que se limita a reportar el aumento de la economía en números porcentuales. El profesor, economista y especialista en relaciones internacionales en materia económica, Luis Angarita precisa que, en “un corto período”, entre 2006 y 2012, Venezuela vio crecer su deuda externa de 40.000 a más de 200.000 millones de dólares.

## Deuda pública venezolana sobre el PIB
La deuda pública venezolana, en relación con el PIB, según datos del BCV, alcanzó en 2003 el 61,44% del PIB, disminuyó hasta llegar a la cifra mínima en 2008 con el 23,1 %, incrementándose exponencialmente hasta representar el 52,1 % del PIB en 2013, fecha de inicio de la crisis en Venezuela de 2013-2017, llegando al 161,8% en 2018. En mayo de 2019 la deuda llegó a 186% del PBI
Evolución de la deuda pública en Venezuela en % sobre el PIB
Fuente: FMI, datosmacro.com y CEPAL
Evolución de la deuda sobre el PIB durante los últimos gobiernos de Venezuela
- 1998-2001 - Hugo Chávez - En 1996 la cifra estaba en el 34,5% del PIB y en 2001 en el 32,6 %.
- 2001-2007 - Hugo Chávez - En 2001 la cifra estaba en el 32,6% del PIB y en 2007 en el 29,1 %.
- 2007-2013 - Hugo Chávez - En 2007 la deuda estaba en el 29,1% del PIB -llegó a su mínimo en 2008 con el 23,1 %- y en 2013 en el 52,1 %.
- 2013-2018 - Nicolás Maduro - En 2013 la cifra estaba en el 52,1% del PIB, en 2015 el 53 % y en el primer trimestre de 2018 alcanzó el 161 % del PIB.
- 2018-2019 - Nicolás Maduro - En mayo de 2019 la deuda era el 186% del PIB[4]
- 2022 -Nicolás Maduro - en octubre según cifras del FMI publicadas por Antonio Guterres en la sesión de la ONU en Buenos Aires la deuda relacionada con el PIB de Venezuela era de 307% del PIB[14]
- 2023 -Nicolás Maduro - La deuda externa venezolana es equivalente a 327% del Producto Interno Bruto de la nación, lo que convierte al país en uno de los más comprometidos del mundo.[8]

## Historia de la deuda pública en Venezuela

### SigloXX
Como resulta común en la mayoría de las economías subdesarrolladas, para comienzos del siglo XX, Venezuela había acumulado un volumen de obligaciones con el exterior que no estaba en capacidad de cancelar. En opinión de algunos historiadores parte de dichas obligaciones se encontraban todavía vinculadas con las deudas contraídas con proveedores británicos   durante la guerra de la Independencia, y posteriormente con el atraso de los pagos por la construcción en 1888 del ferrocarril contrajo deuda con la  Compañía de Descuento de Berlín de Alemania, las cuales habían sido objeto de distintos arreglos, refinanciamientos y consolidaciones.
Para comienzos  del presente siglo la deuda externa se cifraba en 151,6 millones de bolívares. Por el solo concepto de intereses vencidos se adeudaban 26 millones, cifra extraordinariamente elevada para la época y, en especial, para una economía como la de Venezuela, la deuda interna cifraba alrededor de los 53 millones de bolívares

#### Aporte fiscal del sector petrolero
El sector petrolero constituye una de las fuentes de generación de ingresos para la finanzas públicas.
A través del aporte fiscal, la actividad petrolera genera ingresos al país que posteriormente son utilizados por el gobierno que, de alguna manera, ayudan a que este cumpla con sus fines presupuestarios. La magnitud de la dependencia del sector petrolero es tal que el presupuesto de la nación (Presupuestos de Gastos) se orienta sobre la base de la cotización de los precios del crudo en los mercados petroleros internacionales.
Esta dependencia ha traído consecuencias negativas para la economía del país,[cita requerida] además de producir un mayor endeudamiento público interno. A finales de 1997 esta situación comienza a volverse más crítica debido a la fuerte caída de los precios petroleros a finales de este año, efecto que continuó acentuándose durante 1998.
Los efectos de la caída en la cotización del petróleo no se hicieron esperar: en materia de gestión presupuestaria sucesivos recortes en materia de gastos condujeron a un aumento de la deuda pública interna venezolana, la cual cerró en 2.837.000.000 mil millones de bolívares para el año 1997.[cita requerida]

## Deuda Pública

### Deuda externa
La Deuda Externa es el monto adeudado que tiene el Estado con los no residentes y que se reembolsa en Divisas, bienes o servicios pueden ser a corto plazo (menor a un año) a mediano plazo (menor de cinco años) y a largo plazo (mayor a seis años). La deuda externa puede verse como un mecanismo de financiamiento al que todas las naciones acuden para mantener su crecimiento económico. En el caso de Venezuela al monto reflejado hay que agregar cuentas por pagar de Pdvsa con contratistas, proveedores y empresas mixtas y las cuentas de expropiaciones no canceladas de empresas extranjeras , además de la parte correspondiente a préstamos de Gobierno a Gobierno como el fondo chino, los compromisos adquiridos con Rusia.
Durante el gobierno de Luis Herrera Campíns los ingresos por concepto de venta de hidrocarburos se triplicaron, pero ello no impidió que el Estado contrajera importantes deudas con instituciones financieras extranjeras, hasta el punto de que la deuda pública ascendió a 30 mil millones de dólares, para febrero de 1983 vino la gran devaluación del tipo de cambio que pasó de 4.30 a 7.50 bolívares por dólar
A inicios del gobierno de Hugo Chávez la deuda externa no pasaba de los US $ 29,000 millones de dólares dentro de la cual se incluía la deuda al Fondo Monetario Internacional por unos US $3.300 millones de dólares.
En abril del 2007 el gobierno de Hugo Chávez tomó la decisión de cancelar la deuda al Fondo Monetario Internacional ya que le resultaba incómodo estar entregando informes económicos anuales sujetos a la supervisión del Banco Mundial y del FMI tal como lo manifestara en esa época, la deuda que vencía en el año 2012. Sin embargo para el director del Banco Central de Venezuela, Domingo Maza Zabala, señaló en declaraciones públicas para el momento 2007 que “la deuda que Venezuela tenía en el pasado con el FMI por concepto de préstamos para mejorar la balanza de pagos, fue cancelada hace tiempo por el ente emisor.” Y agregó: “»La deuda interna del sector público alcanza más de 15 mil millones de dólares y la deuda externa incluida la de Petróleos de Venezuela, otros organismos públicos y el propio gobierno llega a 45 mil millones de dólares, de modo que el total de la deuda son unos 60 mil millones de dólares.
| 1979   | 1982   | 1983   | 1994   | 1998   | 1999      | 2000      | 2001      | 2002      | 2003      | 2004      | 2005      | 2006      | 2007      | 2008      |
| 12,682 | 19.352 | 21.782 | 27,000 | 28,582 | 43.484,31 | 42.753,31 | 39.552,75 | 37.132,97 | 38.105,91 | 39.193,25 | 45.354,99 | 43.917,19 | 56.760,13 | 66.840,08 |

| 2009      | 2010      | 2011       | 2012       | 2013       | 2014        | 2016       | 2018       | 2021    | 2022    |
| 81.941,66 | 97.081,14 | 110.730,08 | 118.956,55 | 118.758,40 | 116.500,40* | 149.296.00 | 160,831.00 | 181.000 | 187,000 |

- III trimestre del 2014 fuente : Banco Mundial

#### Títulos de deuda pública
En el ámbito de las finanzas, se denomina título de deuda Pública a documentos que permite la representación de un valor o de deuda pública con el respaldo de la Nación a cambio de un monto de dinero. Los títulos públicos, de hecho, son los instrumentos financieros que representan la deuda que emite algún organismo estatal. Estos títulos generan intereses anuales y contienen una fecha de vencimiento, pueden estar valorizados en moneda nacional Bolívares  o en moneda extranjera Dólares o Euros, también están sujetos a un periodo de gracia a su vencimiento

#### Letras del Tesoro
Título de deuda a corto plazo emitido por el Gobierno Central. Su vencimiento suele ser de tres, seis o doce meses. Estos títulos, junto con los de Deuda Pública Nacional, son los más comunes y de mayor frecuencia y volumen de emisión.

#### Bonos del estado
Son instrumentos emitidos por el Estado Venezolano para atender sus compromisos de pago e inversión en el sector público. Estos instrumentos permiten que el estado venezolano obtenga el capital requerido a través del ofrecimiento de un rendimiento competitivo que atraiga a posibles inversionistas que deseen canalizar sus ahorros a través de este mercado. Según declaraciones de la ministra Delcy Rodríguez en octubre de 2020 la deuda en total de los bonos asciende a unos 65.507 millones de dólares La empresa Citgo está siendo demandada en el año 2021 por acreedores de bonos atrasados una demanda de US $1,870 millones de dólares (500 millones de dólares en préstamos Tipo B con vencimiento en 2024 y 1370 millones de dólares en pagarés con vencimiento en 2024) y otra demanda por US $3,100 millones de dólares (250 millones de dólares en cuentas por cobrar; 1075 millones de dólares en préstamos tipo B con vencimiento en 2024; 1125 millones de dólares en pagarés con vencimiento en 2025 y 650 millones de dólares en pagarés con vencimiento en 2026). Venezuela y Petróleos de Venezuela S.A. (PDVSA) deben más de US$60.000 millones en bonos al mes de mayo de 2023, dado que los pagos fueron suspendidos a finales del año 2017. Es importante acotar que estos bonos fueron emitidos bajo una normativa del estado de Nueva York, en EEUU, en la que establece una cláusula en la que los acreedores no podrán exigir el pago de éstos luego de pasados 6 años de impago.

##### Bonos PDVSA
Inicialmente el 22 de marzo de 2007, PDVSA convocó a la oferta pública de una serie de bonos internacionales PDVSA, denominados en dólares (US$), por un monto total de 1.000 millones de dólares. Estos se ofrecen en forma conjunta con vencimiento a 10, 20 y 30 años, y pueden ser negociados por separado luego de su liquidación (12 de abril de 2007). Pagan intereses (cupones) semestrales (12 de abril y 12 de octubre) de cada año calendario. El éxito alcanzado debido a la confianza en la empresa colocaron más bonos denominados con las series A, B, y C. Están compuestos del siguiente modo:
- Bono PDVSA2017 US $3,000 millones (Serie A 40% = 400 millones US$), el cual ofrece cupones a 5,25 %. (este bono fue reemplazado en 2016 por el bono PDVSA2020 US $ 3.367 millones al 8.5%)[33]
- Bono PDVSA2027 US $3,000 millones (Serie A 40% = 400 millones US$), el cual ofrece cupones a 5,375 %.[34]
- Bono PDVSA2037 US $1,500 millones (Serie A 20% = 200 millones US$), el cual ofrece cupones a 5,50 %.[34]

Otros bonos PDVSA son 
- Bono PDVSA17 US $ 4,100 millones el cual ofrece cupones al 8.5% anual (este bono fue reemplazado por el bono PDVSA2020 US $ 3.367 millones al 8.5%)[33]
- Bono PDVSA21 US $ 2,394 millones el cual ofrece cupones al 9% anual.(este bono emitido el 17 de noviembre de 2011, su capital será amortizado en tres cuotas iguales en 2019, 2020 y 2021)[35]
- Bono PDVSA22 US $ 3,000 millones el cual ofrece cupones al 6% (emitidos en el 2014 con vencimiento en 2022)[36][37][38]
- Bono PDVSA22 US $ 3,000 millones el cual ofrece cupones al 12.75% anual (emitido el 17 de febrero de 2011 su capital será amortizado en tres cuotas iguales en 2020, 2021, 2022).[39]
- Bono PDVSA24 US $ 5,000 millones al 6% (emitido el 14 de mayo de 2014 su capital será amortizado en tres cuotas iguales en 2022, 2023, 2024)[40]
- Bono PDVSA26 US $ 4,500 millones al 6% (emitido el 13 de noviembre de 2013 su capital será amortizado en tres cuotas iguales en 2024, 2025, 2026)[41]
- Bono PDVSA35 US $ 3.000 millones al 9.75%[34] (emitido el 13 de noviembre de 2013 su capital será amortizado en tres cuotas iguales en 2033, 2034, 2035)[42]
- Bono PDVSA37 US $ 1,500 millones al 5.5%[34]
- Bono Cerro Negro US $ 1.489 millones al 7.9% con vencimiento en el 2020[43]
- Bono Petrozuata  US $  120,000 al 8.37% con vencimiento en el 2022[34][44]

El 15 de abril de 2015  el Banco Central de Venezuela dejó empeñado reservas de oro por casi 1.000 millones de dólares en una operación swap (como se le llama en los mercados financieros al canje de reservas de oro para la obtención de liquidez), sin precisar para el momento el monto exacto, se firmó con el banco estadounidense Citibank, el acuerdo contempla un plazo hasta el 11 de marzo de 2019 para realizar la operación de recompra del oro. El oro permanecerá en garantía  en las bóvedas del Banco de Inglaterra. Posteriormente el Citibank afirmó que el crédito fue de 1.600 millones de dólares en una operación swap. los vencimientos pactados fueron de 1.100 millones en marzo de 2019 y 500 millones en marzo de 2020
Un análisis de riesgo realizado por el Citibank con sede en Nueva York hace mención su decisión de suspender el servicio de las cuentas del gobierno así como algunas cuentas personales relacionadas con el gobierno además que el Banco Central de Venezuela y el Banco de Venezuela tienen un plazo 30 días para trasladar sus cuentas a otra entidad financiera en julio de 2016. El 29 de mayo de 2017 el banco de inversión Goldman Sachs compra a Venezuela bonos PDVSA22 por 2.800 millones de dólares emitidos en 2014 con un descuento del 69%  y solo paga 865 millones de dólares, teniendo como intermediario de un bróker anónimo.(Dinosaur Financial Group) "El bono negociado se trataría del PDVSA 2022 (6%) emitido en 2014. Ese papel no había salido al mercado y se encontraba en manos del estado" según Rendivalores Después de esta venta desesperada, el gobierno de EE. UU. por intermedio del Departamento del Tesoro de los Estados Unidos, penaliza con sanciones jurídicas y financieras a Nicolás Maduro congelando todos los activos sujetos a la jurisdicción de los Estados Unidos complementado por la ruptura del orden constitucional.
El 14 de noviembre de 2017 empresas calificadoras de riesgo declararon a Venezuela en default selectivo entre ellas esta Fitch Group sobre la deuda de la petrolera PDVSA que fue casi simultánea a la de la calificadora Dagong Global Credit Rating al igual que la empresa Standard & Poor's Desde noviembre de 2017 el gobierno lleva atrasado el pago de los Bonos Soberano y Bonos PDVSA en total son 17 tipos de papeles, 3 están en Default y los restantes en mora que suman un valor de 2.014 millones de dólares en marzo de 2018 excepto los bonos PDVSA2020 que siguieron siendo amortizados puntualmente hasta noviembre de 2018.
En marzo de 2018 el BCV retira 500 millones de dólares de la cuenta que tiene con el Fondo Monetario Internacional para saldar una cuenta que tiene con el Citibank. En mayo de 2019 el presidente Interino Juan Guaidó pagó los intereses correspondientes a los Bonos PDVSA2020 por 71.6 millones de dólares con la aprobación de la Asamblea Nacional
El 15 de septiembre de 2020 el gobierno difundió una propuesta por medio de la vicepresidenta y ministra de economía y finanzas, Delcy Rodríguez, de querer renegociar los bonos pendientes para lo cual los Tenedores debían suspender los juicios contra la nación, fue una oferta condicionada para cobrar el capital e intereses en default o si se obligan a no intentar ningún reclamo judicial, con término de plazo al 13 de octubre de 2020, con el riesgo de que sus reclamaciones, en trámite o no, prescriban, de acuerdo con los statutes of limitation. Sin embargo al 12 de marzo de 2021 el gobierno ha tratando de renegociar la deuda con los tenedores de Bonos de la República prorrogando en varias oportunidades el plazo sin resultados positivos.

##### Bonos PDVSA2017 se canjearon por los bonos PDVSA2020
El 12 de abril de 2007 se emitió bonos PDVSA2017 (XS0294364103), por 3.000 millones de US$, con intereses semestrales al 5.25% con vencimiento en 10 años
En octubre de 2010, se efectuó una segunda emisión de otros Bono PDVSA2017 ( 716558AB7, P7807HAK1, US716558AB79, USP78707HAK16), por 4.100 millones de US$, con cupones semestrales al 8,5%, pagadero en bolívares al tipo de cambio oficial (4,30 Bs/US$ en ese año).
En septiembre de 2016, Pdvsa propuso un canje de parte de la deuda que se vencía en  abril y octubre de 2017 por un nuevo bono con vencimiento en 2020, ofreciendo un interés de 8,5% anual. La meta era canjear $ 5.325 millones de los $ 7.100 millones de los bono PDVSA2017 que se debía. La oferta fue dirigida a los tenedores de bonos con vencimiento en abril de 2017 ($ 3.000 millones, con 5.25% de interés) y octubre ($ 4.100 millones) dada la crisis económica por la que pasaba el país, en un principio tuvo poca aceptación de los llamados de Pdvsa para el canje de bonos PDVSA2017 por títulos PDVSA2020. Los acreedores exigían una garantía y el gobierno puso en garantía el 50.1% de las acciones de PDVSA-CITGO.  El 24 de octubre se logró canjear el 39,4% de estos bonos por un valor de US $3.367 millones de dólares para pagarse en cuatro cuotas iguales y anuales al 8.5%  semestral. El 27 de octubre de 2017 Venezuela inicia su primer pago del convenio de cuatro cuotas anuales de los bonos PDVSA2020 de 841,88 millones de dólares
| 2017              | 2017                   | 2018              | 2018                   | 2019              | 2019                   | 2020              | 2020                   |
| ----------------- | ---------------------- | ----------------- | ---------------------- | ----------------- | ---------------------- | ----------------- | ---------------------- |
| Interés al 8.5%   | Interés + Amortizacion | Interés al 8.5%   | Interés + Amortizacion | Interés al 8.5%   | Interés + Amortizacion | Interés al 8.5%   | Interés + Amortizacion |
| 27 de abril       | 27 de octubre          | 27 de abril       | 27 de octubre          | 27 de abril *     | 27 de octubre          | 27 de abril       | 27 de octubre          |
| Bs. 71.559.991,00 | Bs. 71.559.991,00      | Bs. 71.559.991,00 | Bs. 71.559.991,00      | Bs. 71.559.991,00 | Bs. 71.559.991,00      | Bs. 71.559.991,00 | Bs. 71.559.991,00      |
|                   | Bs. 841.842.250,00     |                   | Bs. 841.842.250,00     |                   | Bs. 841.842.250,00     |                   | Bs. 841.842.250,00     |

- El 30 de noviembre de 2016 el diario El Nacional publicó que se hipotecó lo que quedaba de las acciones de Citgo, el 49.9% a la empresa rusa Rosenef por un préstamo de US $1,500 millones de dólares, sin el conocimiento de la Asamblea Nacional por parte del Ministro de Petróleos, pues estas están sujetas a la Ley contra la Corrupción[59][60][61][62]
- 27 de abril de 2019 : La Asamblea Nacional (AN), controlado por la oposición, autorizó cancelar unos 71 millones de dólares en intereses a tenedores del bono  PDVSA2020 y que vencen en el 2020 que tienen como garantía 50.1% de las acciones de CITGO[63][64] para evitar el atraso de esos compromisos. El gobierno de Maduro dejó de pagar la 3ra y 4ta cuota de los bonos PDVSA2020.
- El 28 de octubre de 2019 vence parte de estos bonos mientras Nicolás Maduro decidió no pagar esta deuda, La Asamblea nacional espera que se inicie la demanda respectiva para emitir la situación ilegal de estos compromisos al no haber sido consultado en el 2016 por el ejecutivo y violar el artículo 150, art 311, art 312 de la Constitución de Venezuela.[65]
- En octubre de 2020 Citgo intentó en una corte de Nueva York la anulación de la reclamación de los bonos PDVSA2020 que le fue negada[66]
- El 20 de febrero de 2024 una Corte de Nueva York reconoció la posible inconstitucionalidad de  Bonos PDVSA2020 pero no declara su nulidad, por carecer de aprobación parlamentaria, según las leyes venezolanas. La corte norteamericana dejó en manos de los tribunales federales la decisión de si los bonos deben considerarse inválidos.[67] La decisión, del Tribunal de Apelaciones de Nueva York decretó que los bonos PDVSA2020 están sujetos a la ley venezolana de acuerdo con el Código Comercial Uniforme de Nueva York tras cinco años de litigios, lo que puso en duda el control y garantía establecidas en la juridicción  de Estados Unidos para protección de los tenedores de bonos.[68] El 10 de abril de 2024 Citgo ganó el caso en la Corte de Distrito Sur de Nueva York, en Estados Unidos, en la que desestimaron cualquier fraude con respecto a los bonos PDVSA2020 que el fondo de inversión VR Global Partners L.P. venía solicitando, siendo el poseedor mayoritario de dichos bonos.[69]  El 15 de abril Citgo recibe la extensión de protección de la licencia N° 5N es reemplazada por licencia N° 5O por parte del Departamento de Estado de Estados Unidos hasta el 13 de agosto próximo para los tenedores de los Bonos PDVSA2020 de tomar control de la empresa Citgo Petroleum.[70][71]

#### Bono PDVSA2024 US $ 5,000 millones al 6% (emitido el 14 de mayo de 2014)
El  profesor universitario y economista, Hermes Pérez, informó que en el mes de mayo de este 2024 venció de los bonos de deuda de Petróleos de Venezuela S.A. PDVSA2024 de US$ 5.000 millones, «el mayor de todas las series, al 6%» incluyendo intereses impagos. El nivel de descuido para pagar los compromisos por parte del gobierno a sus compromisos suman alrededor de US$ 29.000 millones en default.

##### Bonos Soberanos
En noviembre de 2003 se anunció la primera emisión de Bonos Soberanos, denominados en dólares, y pagados en bolívares al tipo de cambio oficial, con cupones semestrales con tasa variable entre 6,875% y 8,125%. El monto de esta primera emisión fue de 1.000 millones de US$, con vencimiento al 1.º de diciembre de 2018, años después se emitieron otros diferentes bonos soberanos
- Bono soberano con vencimiento en 2018 por US $ 1.000 millones al 7% de interés
- Bono soberano con vencimiento en 2018 por US $ 300 millones al 13.625% de interés
- Bono soberano con vencimiento en 2018 por US $ 500 millones al 13.625% de interés
- Bono soberano con vencimiento en 2018 por US $ 252 millones al 13.625% de interés
- Bono soberano con vencimiento en 2019 por US $ 2.495 millones al 7.65% de interés
- Bono soberano con vencimiento en 2020 por US $ 1.500 millones al 6% de interés
- Bono soberano con vencimiento en 2022 por US $ 3.000 millones al 12.75% de interés
- Bono soberano con vencimiento en 2023 por US $ 2.000 millones al 9% de interés
- Bono soberano con vencimiento en 2024 por US $ 2.495 millones al 8.25% de interés
- Bono soberano con vencimiento en 2025 por US $ 1.599 millones al 7.65% de interés
- Bono soberano con vencimiento en 2026 por US $ 3.000 millones al 11.75% de interés
- Bono soberano con vencimiento en 2027 por US $ 4.000 millones al 9.25% de interés
- Bono soberano con vencimiento en 2028 por US $ 2.000 millones al 9.25% de interés
- Bono soberano con vencimiento en 2031 por US $ 4.200 millones al 11.75% de interés
- Bono soberano con vencimiento en 2034 por US $ 1.500 millones al 9.375% de interés
- Bono soberano con vencimiento en 2036 por US $ 5.000 millones al 6.5% de interés
- Bono soberano con vencimiento en 2038 por US $ 1.250 millones al 7% de interés

Fuente : Banca y negocios Anexo de bonos relevantes, Ministerio de Economía y Finanzas para un total de bonos soberanos acumulados aproximado de US $ 36.091 millones

##### Bonos ELECAR
Estos papeles fueron emitidos por $650 millones con un cupón al 8,5% de interés. Son una deuda corporativa adquirida por la empresa La Electricidad de Caracas, poco después de su nacionalización en 2008 y que no contiene cláusulas de incumplimiento cruzado con los bonos soberanos ni con los de Petróleos de Venezuela con vencimiento en 2018, actualmente se encuentra suspendido su pago

##### Bonos del Sur
En noviembre de 2006 se anunció la emisión conjunta de papeles entre la República Bolivariana de Venezuela y la República de Argentina, por un monto total de 1.000 millones de US$. Estos son conocidos como Bonos del Sur . Se trata de tres instrumentos financieros en un solo título motivados principalmente por la integración sudamericana
| Número | País emisor | Bono       | Valor Nominal $    | Vencimiento | Proporción |
| ------ | ----------- | ---------- | ------------------ | ----------- | ---------- |
| 1      | Venezuela   | TICC042017 | 500                | 2017        | 50%        |
| 2      | Argentina   | BODEN12    | 300                | 2012        | 30%        |
| 3      | Argentina   | BODEN15    | 200                | 2015        | 20%        |
|        |             | total      | US $1,000 millones |             | 100%       |

De igual forma en febrero año 2007, se emite una segunda versión de los bonos del sur por USD 1500, con las características de la primera emisión.
| Número | País emisor | Bono       | Valor Nominal $    | Vencimiento | Proporción |
| ------ | ----------- | ---------- | ------------------ | ----------- | ---------- |
| 1      | Venezuela   | TICC042019 | 750                | 2019        | 50%        |
| 2      | Argentina   | BODEN15    | 750                | 2015        | 50%        |
|        |             | total      | US $1,500 millones |             | 100%       |

El 13 de agosto de 2007 se anuncia la tercera emisión Bonos del Sur III, en el tercer trimestre del año, por 3.000 millones de US$.
| Número | País emisor | Bono       | Valor Nominal $    | Vencimiento | Proporción |
| ------ | ----------- | ---------- | ------------------ | ----------- | ---------- |
| 1      | Venezuela   | TICC042019 | 1000               | 2019        | 33.3%      |
| 2      | Venezuela   | TICC042017 | 1000               | 2017        | 33.3%      |
| 3      | Argentina   | BODEN15    | 1000               | 2015        | 33.3%      |
|        |             | total      | US $3,000 millones |             | 100%       |

##### Bonos de Citgo
Después de febrero de 2019 durante el tiempo de la nueva directiva Ad hoc de Citgo del gobierno interino de Juan Guaidó se emitió dos nuevos tipos de bonos para redimir bonos que estaban prontos a vencerse
- Bono PDVSA25 US $ 1,125 millones el cual ofrece cupones al 7% anual en junio de 2020 (para redimir 614 millones en bonos que vencían en 2021 y lo otro para «necesidades operativas internas» originadas a causa de la pandemia del Covid-19)[75]
- Bono Sénior por US $ 650 millones el cual ofrece cupones al 6.375% en febrero de 2021 (para redimir 646 millones en bonos PDVSA2022 que vencían en 2020 emitidos el 2014) con vencimiento a 2026[76]
- En diciembre de 2022 Citgo pagó en su totalidad una deuda del “préstamo B”que vencía en 2024 por US $1.056.000.000 dólares[77]

#### Bonos del BCV
Creados en marzo de 2022 para absorber liquidez en bolívares, "títulos de cobertura en bolivares" e indexada al tipo de cambio del dólar BCR que están exentos del Impuesto sobre la Renta y no representan un riesgo de monetización significativa a un corto plazo máximo entre 7 y 90 días. La tasa que ofrecen estos títulos ha sido de alrededor de 16% a 18% indexada al tipo de cambio oficial. El monto mínimo de cotización es de 20.000 bolívares, con un rango de incremento fijo de 5.000 bolívares. Estos títulos no son negociables en mercado secundario. En octubre de 2024 el BCV incrementó los plazos de emisión de los Títulos de Cobertura Cambiaria, a partir de ahora, el lapso mínimo de vigencia de estos papeles pasa a ser de 14 días y el máximo se fijó en 90 días y ofrecen en 2024 un rendimientos entre 14,25% a 16% anual. El código de identificación de dichos instrumentos son TCBS "títulos de cobertura en bolívares soberanos".

### Deuda con China
Inicialmente en 2004 el gobierno de China aperturó a través del banco de China un crédito de 2,000 millones para las empresas privadas. En noviembre de 2007 en medio de un creciente intercambio comercial China y Venezuela crean el Fondo de inversiones por US $ 6.000 millones de dólares para proyectos conjuntos entre Venezuela y China (el Banco de Desarrollo de China aportará 4.000 millones de dólares y el Banco de Desarrollo Económico y Social de Venezuela (Bandes) otros 2.000 millones de dólares). Para febrero de 2009 el fondo de inversión se duplicó a US $ 12,000 millones de dólares
El 29 de marzo de 2009 la Asamblea Nacional bajo la presidencia de Cilia Flores compuesta con una mayoría oficialista aprueba la reforma parcial de la Ley N.º6233 de administración financiera del sector público según GACETA OFICIAL N.º 39.147 que dará inicio a una serie de modificaciones y permitió que el gobierno gestione un acelerado endeudamiento permitiendo que la deuda externa se quintuplique en Venezuela en pocos años. El gobierno venezolano en diciembre de 2009 se fue acercando más a los créditos que otorgaba el Banco de Desarrollo de China inicialmente con US $1.000 millones para las compañías mineras de la CVG.
A principios del 2010 Finanzas pidió otra reforma a la ley de Administración Financiera para realizar operaciones de deuda a entes autorizados por el presidente de la República para realizar operaciones de crédito, el 21 de mayo de 2010 la Asamblea Nacional modificó la ley del Banco de Desarrollo Económico y Social de Venezuela (BANDES) con el fin de elevar el límite de deuda estatal a ocho veces su patrimonio, antes era de tres veces, con la finalidad de darle capacidad para manejar el préstamo de China, Gaceta Oficial de Venezuela Nro.39429 
En abril de 2010 China ofreció un crédito de US $ 20.000 millones de dólares mientras concretaban con la firma de seis acuerdos en el sector energía eléctrica y uno en extracción de petróleo, el crédito sería a largo plazo, para proyectos en obras de infraestructura, para agricultura, energía, acero, petróleo y gas. En agosto de ese año se otorgó la primera parte del crédito por US $ 5.000 millones de dólares
En agosto de 2024 el economista y especialista en temas petroleros, Francisco Monaldi expresó que «Venezuela le debe alrededor de US$ 15.000 millones a los chinos y la experiencia de éstos en el sector petrolero venezolano ha sido muy mala, por eso, ellos no han invertido desde hace casi 12 años de manera relevante»

### Deuda con Rusia
Moscú ha actuado como prestamista de último recurso para Caracas, con el gobierno ruso y el gigante petrolero Rosneft proporcionando al menos 17.000 millones de dólares en préstamos y líneas de crédito desde 2006.
Deuda con el estado ruso
Según un informe de febrero de 2017 Venezuela ha firmado unos 300 acuerdos de cooperación en los últimos 18 años y que la deuda asciende a unos 7500 millones de dólares;
Venezuela reestructuró su deuda con Rusia en diciembre de 2017 u préstamo de gobierno a gobierno por un valor de 3150 millones de dólares que serían amortizados su capital a partir de 2019 con cuotas anuales de 133 entre 2019 y 2022 y de 684 millones entre 2023 y 2026 con el pago de intereses de 217 millones para ayudar a pagar a algunos acreedores que lleva atrasados
Rusia divulgó el 30 de junio de 2020 los términos de la reestructuración de deuda acordada previamente con Venezuela en 2017 que muestra que los pagos anuales de Caracas a Moscú serán anuales para cubrir una deuda por 3,200 millones de dólares, de 2019 a 2022 pagará anualmente 133 millones de dólares al año y a partir de 2023 hasta 2026 pagará 684 millones de dólares al año. Más pago de intereses por 217  millones de dólares.
| año   | 2019 | 2020 | 2021 | 2022 | 2023 | 2024 | 2025 | 2026 | Intereses | Total          |
| cuota | 133  | 133  | 133  | 133  | 684  | 684  | 684  | 684  | 217 mill  | 3,485 millones |

Deuda con empresas rusas
En noviembre de 2016 la petrolera rusa Rosneft había firmado por un préstamo de 1500 millones con PDVSA-Citgo
El 26 de junio de 2023 el presidente de Citgo, Horacio Medina informó que la filial PDVSA Holding recuperó las acciones que se encontraban en poder de la empresa rusa Rosneft por un prétamo de 1500 millones de dólares para la cual el gobierno de Nicolás Maduro entregó el 49.9 % de las acciones de Citgo en garantía durante 2016, fueron recuperadas después de esfuerzos legales que venían haciendo desde el año 2020.
Otra parte de la deuda adquirida por la empresa estatal rusa Roszarubezhneft solicitó tomar el control de las exportaciones de crudo y fuel oil, similar a las condiciones que PDVSA alcanzó el año 2022 con la estadounidense Chevron Corporation para cobrar su deuda. Según la ley orgánica de hidrocarburos, Pdvsa es la única autorizada que puede exportar y con chevron se llegó a un acuerdo. Una deuda de Pdvsa por 3,200 millones de dólares fue adquirida por la petrolera estatal rusa Roszarubezhneft, cuando esta adquirió los activos de petrolera Rosneft en 5 empresas mixtas con PDVSA el 27 de marzo de 2020, para lo cual requeriría reforma de la Ley Orgánica de Hidrocarburos.

### Deuda con Brasil
Venezuela viene pagando al BNDES un banco brasileño desde 2002 un aproximado de 1,500 millones de dólares entre principal e intereses y le queda debiendo aproximadamente para 2018 la deuda de unos 1.000 millones de dólares, producto de préstamos a constructoras brasileñas para realizar nueve obras públicas, entre las empresas se encuentra  Andrade Gutiérrez ($1,503 millones), Odebrecht ($1,466 millones) y Camargo Correa ($369 millones). Deuda de la cual Venezuela se mantiene insolvente a finales de 2020.

### Deuda interna
El Gobierno mantiene una deuda con unas 32 líneas aéreas desde antes de 2014 en la época de CADIVI por un valor de  US $3,500 millones de dólares, expresó el presidente de la Asociación de Líneas Aéreas en Venezuela (Alav), Humberto Figuera
En diciembre de 2019 el gobierno venezolano inicia la entrega del petro aguinaldo para jubilados y trabajadores del estado como un nuevo estilo de crear una deuda interna hacia quienes acumulen este criptoactivo que en pocos días provocaría la pérdida de las reservas nacionales al no lograr quienes inviertan como una forma de ahorro 
según el economista venezolano José Guerra

## Default
Venezuela venía pagando bien su deuda hasta septiembre de 2017, El 14 de noviembre de 2017 la agencia estadounidense Fitch colocó la nota crediticia de la petrolera venezolana PDVSA de C a RD que significa incumplimiento restringido. Ese mes Venezuela entró al borde de un  Default selectivo al no poder pagar 200 millones de dólares en intereses de unos bonos. El economista y profesor universitario, Hermes Pérez indicó «La deuda arrancó en US$ 60.000 millones en 2017», divididos: 
| Deuda en bonos 2017   | millones de dólares |
| --------------------- | ------------------- |
| Bonos de la República | US$ 31.095          |
| Bonos de PDVSA        | US$ 29.412          |
| Bonos Elecar          | US$ 650             |
|                       |                     |
| bonos deuda total     | US$ 61.157          |

En noviembre del año 2018 el gobierno inicia un atraso en los pagos de sus bonos PDVSA y SOBERANOS, Luis Vicente León, economista y director de la firma Datanálisis, señala que la deuda estaría en torno a los US$125.000 millones, y que  Venezuela comenzó a dejar de pagar y los impagos ascienden ya a US$6.900 millones. Según opinión realizada por el profesor y economista Ramón Key en un foro sobre la recuperación del sector de los hidrocarburos en Venezuela expreso “O se cambia el modelo, o no podremos recuperar la industria petrolera“ la disponibilidad financiera del estado venezolano depende de su industria petrolera y el país ha caído en default, es el signo “más evidente de estrés” de su empresa PDVSA
Según un informe presentado por la Asamblea Nacional en agosto de 2019 El país tiene una deuda millonaria y se encuentra en Default,  entre bonos, pagos a proveedores, acuerdos internacionales y compromisos comerciales se aglomeran las deudas del sector público venezolano, Distribuidos en 15 bonos soberanos (14 de estos bonos fueron emitidos durante el gobierno de Hugo Chávez), los años con las emisiones más altas fueron 2008, con $4.000 millones; $9.695 millones en 2011; y otros $5.000 millones en 2016. Los vencimientos de los bonos, que están vigentes, se ubican entre 2018 y 2038, de estos bonos algunos están en Default desde mayo de 2019, referente a los bonos Soberanos se había incumplido con el pago de $5.541 millones en  intereses y $2.052 millones en capital. lo mismo ocurre con los bonos PDVSA la deuda acumulada representa $28.700 millones, en simultáneo con el cese de pagos por parte de la República, se produjo el default de los títulos emitidos por la estatal: los impagos equivalen a $3.577 millones los cuales ponen en riesgo los activos que se encuentran en el exterior aproximadamente suman 11,173 millones en dólares en Default (junio de 2019) Para septiembre de 2020 el economista venezolano Jesús Casique expreso: "El 'default' de Venezuela está en el orden de los 22.000 a 23.000 millones de dólares". un informe de enero de 2021 por parte de la banca de inversión Credit Suisse explica que: “Estimamos que el total de incumplimiento de deuda por parte del Estado venezolano, PDVSA y Elecar alcanzaron aproximadamente 30.500 millones de dólares al final de 2020, que incluye intereses y pagos de capital”

En menos de 20 años, durante la bonanza petrolera más grande, más alta y más larga de toda la historia republicana de Venezuela (...) Venezuela se endeudó como nunca, pasando una deuda pública en el 1998 de tan solo 27.000 millones de dólares a 175 mil millones de dólares (en la actualidad)
Alfonso Marquina

Para septiembre de 2020 Venezuela continuaba sin pagar su deuda por lo que solicitó renegociar sus bonos y moras atrasados, renunciando Venezuela al derecho del vencimiento a tres años de reclamar que tiene el acreedor para demandar a cambio de una postergación y la renuncia de los bonistas de sus acciones legales en Tribunales internacionales. Venezuela tiene un atraso desde el 2017 entre intereses y bonos de un aproximado de 60,000 millones de dólares. Para noviembre se planteó una segunda prórroga de 30 días para renegociar con los bonistas quienes tienen a Venezuela en default desde 2017 para hacer sus reclamaciones dentro de la jurisdicción venezolana pero los bonistas tienen otra definición diferente que vencen a los seis años en los tribunales de New York Sin ningún resultado positivo el 15 de enero de 2021 el gobierno vuelve a dar una prórroga por 30 días a los tenedores de bonos PDVSA y de la Corporación Eléctrica de Venezuela (CORPOELEC).
|    | Bono Soberano | Monto emisión en dólares (US) | Interés | Vencimiento |
| -- | ------------- | ----------------------------- | ------- | ----------- |
| 1  | Bono          | 1.000.000.000                 | 7%      | 2018        |
| 2  | Bono          | 300.000.000                   | 13.625% | 2018        |
| 3  | Bono          | 500.000.000                   | 13.625% | 2018        |
| 4  | Bono          | 252.811.000                   | 13.625% | 2018        |
| 5  | Bono          | 2.495.963.000                 | 7.75%   | 2019        |
| 6  | Bono          | 1.500.057.000                 | 6%      | 2020        |
| 7  | Bono          | 3.000.000.000                 | 12.75%  | 2022        |
| 8  | Bono          | 2.000.000.000                 | 9%      | 2023        |
| 9  | Bono          | 2.495.963.000                 | 8.25%   | 2024        |
| 10 | Bono          | 1.599.817.000                 | 7.65%   | 2025        |
| 11 | Bono          | 3.000.000.000                 | 11.75%  | 2026        |
| 12 | Bono          | 4.000.000.000                 | 9.25%   | 2027        |
| 13 | Bono          | 2.000.000.000                 | 9.25%   | 2028        |
| 14 | Bono          | 4.200.000.000                 | 11.95%  | 2031        |
| 15 | Bono          | 1.500.000.000                 | 9.375%  | 2034        |
| 16 | Bono          | 5.000.000.000                 | 6.5%    | 2036        |
| 17 | Bono          | 1.250.003.000                 | 7%      | 2038        |

|    | Bono Petróleos de Venezuela | Monto emisión en dólares (US) | Interés | Vencimiento |
| -- | --------------------------- | ----------------------------- | ------- | ----------- |
| 1  | Bono PDVSA2020²             | 3.367.529.000                 | 8.5%    | 2020        |
| 2  | Bono Cerro Negro            | 1.489.250                     | 7.9%    | 2020        |
| 3  | Bono                        | 2.394.239.600                 | 9%      | 2021        |
| 4  | Bono                        | 3.000.000.000                 | 6%      | 2022        |
| 5  | Bono                        | 3.000.000.000                 | 12.75%  | 2022        |
| 6  | Bono Petrozuata             | \|120.000                     | 8.37%   | 2022        |
| 7  | Bono                        | 5.000.000.000                 | 6%      | 2024        |
| 8  | Bono                        | 4.500.000.000                 | 6%      | 2026        |
| 9  | Bono                        | 3.000.000.000                 | 5.37%   | 2027        |
| 10 | Bono                        | 3.000.000.000                 | 9.75%   | 2035        |
| 11 | Bono                        | 1.500.000.000                 | 5.5%    | 2037        |

|   | Bono la Electricidad de Caracas | Monto emisión en dólares (US) | Interés | Vencimiento |
| - | ------------------------------- | ----------------------------- | ------- | ----------- |
| 1 | Bono                            | 650.000.000                   | 8.5%    | 2018        |

En marzo de 2022, el economista Hermes Pérez precisó que Venezuela esta en default desde finales del 2017, resaltando que "Tenemos un impago de US $ 85 mil millones" A finales de 2022 Pérez: «La deuda arrancó en US$60.000 millones y ascendió hasta US $ 90 mil millones en 2022», destacó en su cuenta en Twitter.
En febrero de 2024 el economista Hermes Pérez que el manejo de la deuda externa de Venezuela «ha sido muy irresponsable», la deuda soberana de Venezuela se ubica en US$ 56.000 millones, mientras que la deuda de Petróleos de Venezuela S.A. (PDVSA) es de US$ 46.000 millones. Es decir la deuda impaga solo en bonos, de USD 102 mil millones y  las reservas internacionales líquidas de la nación descendieron en el año 2023 y «se ubican en sus mínimos históricos», de forma muy peligrosa por debajo de mil millones de dólares.
| Bonos                 | Principal millones de dólares | Deuda más dividendos millones de dólares |
| --------------------- | ----------------------------- | ---------------------------------------- |
| Bonos de la República | US$ 31.095                    | US$ 56.000                               |
| Bonos de PDVSA        | US$ 29.412                    | US$ 46.000                               |
| Bonos Elecar          |                               |                                          |
|                       |                               |                                          |
| bonos deuda total     | US$ 60.507                    | US$ 102.000                              |

El 25 de abril de 2024 el gobierno de Venezuela informó que contrató a Rothschild & Co. con sede en París como asesor financiero para brindar una visión general de sus obligaciones de la deuda externa que dejó de pagar desde el segundo semestre de 2017, se calcula que Venezuela debe alrededor de 154 mil millones de dólares a acreedores globales (según una estimación del economista Francisco Rodríguez, profesor de la Universidad de Denver). El gobierno dejó de informar a través del BCV desde finales del año 2014. Aquí también se debería agregar la deuda de las deudas por expropiaciones de empresas extranjeras. Estados Unidos no reconoce a Maduro y las sanciones prohíben al gobierno vender deuda en los mercados estadounidenses, colocando al país por años en un aislamiento financiero internacional. El gobierno esta apostando ganar las elecciones de 2024 para lo cual espera reestructurar la deuda una de las más complejas de unos 154.000 millones de dólares de bonos en default, préstamos binacionales y sentencias judiciales a favor de acreedores desde Wall Street hasta Rusia. Maduro busca reinsertar a Venezuela de nuevo en los mercados financieros mundiales. Los títulos del Estado se cotizan a unos 20 centavos de dólar, frente a los 10 centavos de hace un año (2023), y los bonos de la petrolera estatal PDVSA, a unos 12 centavos, cuatro veces más que hace un año lugo de haberse liberado las sanciones en octubre de 2023.

## Deudas en Tribunales internacionales por empresas expropiadas (CIADI)
Son varios los juicios que lleva el Estado venezolano por la ejecución de expropiación a empresas internacionales en las dos últimas décadas. Deudas grandes que han puesto en peligro la tenencia de bienes de Citgo en el exterior. Los casos más conocidos son Litigio con Crystalex, Litigio con ConocoPhillips, Litigio con ExxonMobil, Litigio con Owens-Illinois. La empresa Citgo también enfrenta una demanda de Rusoro Mining Ltd empresa canadiense con capitales rusos expropiada en el año 2011 dedicada a la extracción de oro (restablecido en abril de 2021 por tribunal francés cuyo valor total aproximado es de US $1,580 millones de dólares) por 971 millones de dólares más intereses, indemnizaciones y perjuicios. En marzo de 2022 el Centro Internacional de Arreglo de Diferencias Relativas a Inversiones (CIADI) ordenó a Venezuela pagar 1,629 millones de dólares al incumplir el acuerdo con el Grupo de agroinsumos español al expropiar a la empresa Agroisleña en el 2010.
Tras demostrar que la petrolera estatal Citgo filial de PDVSA es el «alter ego» del gobierno de Venezuela, tiene fecha para ser subastada sus acciones el 23 de octubre de 2023, así lo afirmó el juez Leonard Stark en Delaware, la lista de acreedores incluye a la minera Crystallex International, al productor petrolero ConocoPhillips a Siemens Energy y a la firma Red Tree Investments, quienes buscan recobrar unos US$ 2.700 millones. Otras seis compañías recientemente ganó un caso ante una corte de apelaciones en Estados Unidos y se anexaría al caso en Delaware. Las empresas son O-I Glass Inc OI.N, Huntington Ingalls Industries HII.N, ACL1 Investments, Rusoro Mining RML.V, Gold Reserve GRZ.V y dos unidades de Koch Industries, quienes buscan recobrar unos US$ 3.460 millones.
Estos son los acreedores y que algunos tendrán prioridad para la subasta de acciones de Citgo 
- Crystalex    970 millones
- ConocoPhillips  1300 millones
- ExxonMobil
- Owens-Illinois  378 millones
- Rusoro Mining Ltd 1,496 millones[126]
- Petropar 236 millones
- empresa Agroisleña
- Siemens Energy
- Red Tree Investments
- O-I Glass Inc OI.N
- Huntington Ingalls Industries HII.N
- ACL1 Investments
- Gold Reserve GRZ.V 1,100 millones[127]
- Koch Industries
- Bono PDVSA2020
- Víctimas de las FARC y el ELN

## Suspensión vencimiento de bonos por 5 años
El 30 de marzo de 2023 el gobierno suspende el vencimiento de bonos de PDVSA y bonos de Venezuela por 5 años, ya que están próximos a vencerse y así evitar que el gobierno sea demandado por incumplimiento a fin de tener más tiempo para reestructurar dicha deuda en bonos. Los bonos pendientes, incluye bonos emitidos desde 1998, los cuales ascienden a poco más de 28.763 millones de dólares. En mayo de 2023 acreedores de los bonos solicitaron a dirigentes opositores anular la suspensión del vencimiento de los bonos que vencen en los meses de octubre 2023 y en marzo de 2024.